# 트라브존스포르
트라브존스포르(Trabzonspor)는 터키 트라브존의 종합 스포츠 클럽이다. 여러 종목 팀들을 운영하고 있다.

## 팀 목록
- 트라브존스포르 (축구)
- 트라브존스포르 (여자 축구)
- 트라브존스포르 (농구)